# Зеленият фургон (телевизионен сериал)
„Зеленият фургон“ е руски телевизионен сериал на Сергей Крутин, продължение на едноименния телевизионен филм от 1983 г. Снимките се състоят през 2018 г. Премиерата е на 3 януари 2020 г. по Канал 1.
Режисьор на сериала е Сергей Крутин, син на оператора на първия филм Виктор Крутин. Главната роля (Володя Патрикеев) отново се играе от Дмитрий Харатян. Екатерина Дурова се връща в ролята на Катка-Жар, която не доживява до премиерата три седмици.

## Сюжет
Събитията се развиват в Одеса през 1946 г., 20 години след събитията, описани в едноименния филм. След като е осъден в затвора през 1939 г. и след това преминава войната в разузнаване от Сталинград до Берлин, Владимир Патрикеев се завръща в родната си Одеса. След масово отравяне с нискокачествен алкохол началникът на отдела за криминални разследвания в Одеса кани стар детектив да помогне на младия сержант Женя Красавин да разследва този случай.

## Снимачен екип

### Създатели
- Сценичен режисьор – Сергей Крутин
- Продуценти – Сергей Сендик, Тимур Абдулаев
- Сценаристи – Александър Морев, Олег Мороз
- Оператор – Илшат Шугаев
- Композитор – Максим Дунаевски
- Автор на текста – Вадим Жук

### В ролите
- Дмитрий Харатьян – майор от криминалния отдел Владимир Алексеевич Патрикеев
- Семьон Трескунов – Евгений Красавин, син на Красивия
- Валери Кухарешин – Соломон Самуилович, „Дядо“, криминалист
- Наталия Кийко – полицай Варвара Воробьова, годеницата на Красавин
- Наталия Вдовина като Людмила, бившата съпруга на Патрикеев, майката на Евгений
- Екатерина Олкина – Емануел, крадецът
- Александър Наумов – подполковник от МГБ Зиновиев (съученик на Патрикеев, син на Червен)
- Ярослав Жалнин като капитан от МГБ Михалчук
- Екатерина Дурова – Катерина Верцинская, „Катка-Жар“, съученичка на Патрикеев, съпруга на Красивия
- Артър Сопелник – Красив младши, син на крадеца на коне Красавин и Катка-Жар
- Александър Рапопорт – Густав Бауер
- Вячеслав Манучаров# –Виктор Бауер
- Александър Давидов – Корчински, директор на металното депо
- Алексей Дмитриев – Рак, бандит от депото за метали
- Александър Коршунов – полковник Чернишенко
- Юрий Маслак като майор Гончаренко
- Анатолий Кот – капитан Петров
- Олег Масленников-Войтов – Гриша Арнаутски
- Денис Карасев – Пьотър Михайлович, „Кръст“, разбойник от дълга лодка
- Артур Ваха – Степан Бородин, „Боцман“
- Светлана Казарцева – леля Роза
- Виталий Корниенко – Маша
- Сергей Чонишвили – разказвач (глас зад кадър)

## Песни
- „Одеска песен“ (в изпълнение на Дмитрий Харатьян)